# Shellshock 2: Blood Trails
Shellshock 2: Blood Trails (с англ. — «Снарядный шок 2: Кровавые следы») — компьютерная игра, брутально-психологический шутер от первого лица о войне во Вьетнаме. Игра разрабатывалась компанией Rebellion Developments и была издана Eidos Interactive. В России локализатор игры является Новый Диск. Игра вышла для PC, Xbox360 и PlayStation 3. Является сиквелом Shellshock: Nam '67. Игра получила негативные отзывы от критиков.

## Сюжет

Сцена с зомби

Продолжение знаменитого проекта возвращает игроков в Индокитай. Горящий напалм, хитроумные ловушки, массовые расстрелы мирного населения — сумасшествие настоящей войны перекликается с сюжетом настоящего хоррора. В качестве новобранца армии США игрок погрузится в пекло самой кровавой войны в истории Америки. ЦРУ умудрилось потерять самолет, перевозивший засекреченный груз. Отряд «зеленых беретов», отправленный командованием в зону падения, пропал в джунглях. Месяц спустя вернулся оборванный и изможденный боец, единственный уцелевший из состава спецподразделения. Он рассказывал невероятные истории о чудовищах и монстрах, но кто готов поверить этой байке? А тем временем по его следам на отдаленную военную базу надвигается нечто, чему нет, да и не может быть названия.
Персонаж Нэйт Уокер — протагонист. Брат Кейла Уокера. По своим видениям он может видеть погибших и видеть глазами Кейла.

## Критика
| Сводный рейтинг    | Сводный рейтинг                        |
| Агрегатор          | Оценка                                 |
| ------------------ | -------------------------------------- |
| GameRankings       | PS3: 37,23 % X360: 28,19 %             |
| Metacritic         | (PC) 40/100 (PS3) 35/100 (X360) 30/100 |
| Иноязычные издания |                                        |
| Издание            | Оценка                                 |
| Eurogamer          | 2/10                                   |
| GameSpot           | (PC) 5,5/10 4/10                       |
| GamesRadar+        | [ 10 ]                                 |
| IGN                | 4,6/10                                 |
| VideoGamer         | 3/10                                   |

Shellshock 2: Blood Trails получила в целом неблагоприятные отзывы, согласно агрегатору рецензий Metacritic.

### Запрет в Австралии и Германии
23 июня 2008 года Shellshock 2: Blood Trails была отклонена Австралийской аттестационной комиссией из-за насилия, которое было сочтено слишком высоким, чтобы уложиться в классификацию MA 15+, которая в то время являлась самым высоким рейтингом, который можно было присвоить видеоиграм. Издатель игры решил не подавать апелляцию. По аналогичным причинам игра была внесена в «Список средств массовой информации, вредных для молодежи», Федеральным ведомством Германии по средствам массовой информации, вредной для молодежи, и запрещена к распространению в стране.